# Mieczysław Fejgin
Mieczysław Fejgin (ur. 24 czerwca 1894 we Włocławku, zm. 25 kwietnia 1975 w Warszawie) – polski lekarz pochodzenia żydowskiego, naczelny internista Wojska Polskiego, osobisty lekarz Bolesława Bieruta.

## Życiorys

### Młodość i edukacja
Urodził się we Włocławku w rodzinie mieszczańskiej. Był najstarszym synem buchaltera Hirsza Fejgina i Małki z Librachów. Błędnie uważa się, że bratem Mieczysława był Anatol Fejgin, nie byli oni jednak spokrewnieni.
Rodzice Mieczysława często zmieniali miejsce zamieszkania, co związane było najprawdopodobniej z pracą ojca. Niedługo po narodzinach Mieczysława rodzina przeniosła się do Łodzi, gdzie ojciec podjął pracę jako urzędnik bankowy. Jeszcze podczas ich pobytu w Łodzi narodził się brat Mieczysława, Leon Maksymilian. W 1900 roku Mieczysław rozpoczął naukę w prywatnej szkole elementarnej, której jednak nie ukończył, gdyż rodzina opuściła Łódź trzy lata później. 
W 1903 roku przeprowadzili do Woli Krzysztoporskiej, gdzie Hirsz objął posadę głównego księgowego w majątku rodziny Szpilfoglów.
Mieczysław kontynuował naukę w domu. W 1905 roku podjął naukę w rządowym gimnazjum w Piotrkowie Trybunalskim. Szkołę ukończył z bardzo dobrymi wynikami i otrzymał świadectwo ze złotym medalem. W 1913 roku zdał maturę i wyjechał na studia medyczne na Uniwersytecie w Bordeaux. W dokumentach, które złożył na uczelnię zmienił imiona rodziców: z Hirsza na Henryka i z Małki na Matyldę, prawdopodobnie chcąc w ten sposób odciąć się od żydowskich korzeni.
Po zaliczeniu I roku studiów, wrócił na wakacje do Polski, gdzie zastał go wybuch I wojny światowej. Przez dwa miesiące pracował jako sanitariusz w żydowskim szpitalu w Piotrkowie Trybunalskim. Od maja 1916 roku kontynuował studia medyczne na Uniwersytecie Warszawskim.

### II Rzeczpospolita
10 listopada 1918 roku zgłosił się jako szeregowiec do pułku piechoty w Piotrkowie, gdzie przebywał do 15 grudnia. Potem rozpoczął naukę w Szkole Podoficerskiej Saperów w Lublinie, którą ukończył 25 lutego 1919 roku w stopniu podoficera. Od czerwca 1919 do maja 1920 roku w stopniu podchorążego pełnił funkcję podlekarza w Szefostwie Inżynierii i Saperów Frontu Litewsko-Białoruskiego. W semestrze zimowym 1919/1920 otrzymał zezwolenie Szefa Inżynierii i Saperów oraz rektora UW na kontynuowanie studiów. Od 18 września do 21 grudnia 1920 roku w stopniu podporucznika pełnił funkcję pomocnika lekarza w Batalionie Maszynowym Saperów. 8 stycznia 1921 roku otrzymał bezterminowe zwolnienie z wojska.
Po ukończeniu studiów medycznych w październiku 1922 roku podjął pracę w Szpitalu Wolskim na oddziale chorób wewnętrznych, gdzie został asystentem Anastazego Landaua. Prowadził działalność naukową; wydał 31 publikacji, w tym 3 autorskie i 28 współautorskich. Ponieważ praktyka w szpitalu była nieodpłatna, przyjmował prywatnie pacjentów w swoim mieszkaniu przy ulicy Siennej 45. 16 czerwca 1927 roku urodził mu się syn Jerzy.
Niedługo później wygrał konkurs na naczelnego lekarza Szpitala Żydowskiego w Białymstoku i tam też się przeniósł. Jako lekarz naczelny i ordynator oddziału wewnętrznego pracował tam od stycznia do listopada 1930 roku. W tym czasie został ogłoszony konkurs na ordynatora oddziału wewnętrznego Szpitala Starozakonnych na Czystem w Warszawie, który Fejgin wygrał i powrócił do Warszawy. Publikował m.in. w „Warszawskim Czasopismie Lekarskim”, „Medycynie”, „Polskiej Gazecie Lekarskiej” i „Polskim Archiwum Medycyny Wewnętrznej”. Przebywał na stażu w szpitalu Charité w Berlinie. W latach 1935–1939 prowadził wykłady w Szkole Pielęgniarstwa PCK.
Oprócz pracy zawodowej, zaangażował się w działalność towarzystw lekarskich. Był wiceprezesem Zrzeszenia Lekarzy Rzeczypospolitej Polskiej, do którego należał w latach 1936–1939. Był też członkiem Warszawskiego Towarzystwa Internistów Polskich, Towarzystwa Lekarskiego Warszawskiego oraz Towarzystwa Medycyny Społecznej. Należał do komitetu redakcyjnego „Warszawskiego Czasopisma Lekarskiego” oraz był członkiem Związku Żydów Uczestników Walk o Niepodległość Polski.

### II wojna światowa
Po wybuchu II wojny światowej został zmobilizowany do służby w Wojsku Polskim w stopniu podporucznika. Przydzielono go do kadry zapasowej 3 Szpitala Okręgowego. Od 6 września 1939 roku był lekarzem w Szpitalu Polowym nr 508 w Lublinie, z którym trafił następnie do Łucka, gdzie 17 września szpital rozformowano. Następnie przedostał się do Białegostoku. 
22 września Armia Czerwona zajęła Białystok, zgodnie z podziałem terytorialnym ziem polskich, zawartym w pakcie Ribbentrop-Mołotow. Armia Radziecka zarządziła w tym czasie obowiązkową rejestrację żołnierzy Wojska Polskiego. Nie jest do końca pewne, czy Mieczysław się zarejestrował, ale wiadomo, że uniknął represji i do czerwca 1940 roku pracował jako konsultant internista w radzieckim szpitalu wojskowym.
W lipcu 1940 roku został zesłany do Archangielska, a następnie do osiedla Czażenga w obwodzie archangielskim, gdzie przebywał do stycznia 1942 roku, pracując jako kierownik punktu medycznego. W grudniu 1941 roku w Kirowie zginęli jego rodzice, a 2 lutego 1942 roku na zawał serca zmarła jego żona, Maria z d. Szpilfolg, córka Izraela Szpilfolga i Estery Waldman. W lutym 1942 roku wraz z synem udał się do Soroczynska, gdzie przebywał do lutego 1945 roku, pracując jako lekarz internista. Od kwietnia 1944 roku pełnił funkcję przewodniczącego lokalnego oddziału Związku Patriotów Polskich.
Kiedy w styczniu 1943 roku na terenach ZSRR zaczęto formować Polskie Siły Zbrojne w ZSRR, Fejgin podjął próbę rekrutacji, nie został jednak przyjęty. Dopiero 31 stycznia 1945 roku otrzymał depeszę o stawieniu się na dzień 15 lutego 1945 roku w Departamencie Służby Zdrowia 2 Armii Wojska Polskiego w Lublinie. Otrzymał przydział na stanowisko starszego inspektora internisty Polowego Punktu Ewakuacyjnego nr 3, któremu podporządkowane były wszystkie szpitale 2 Armii WP. W marcu 1945 roku przebywał wraz z jednostką w okolicach Gorzowa Wielkopolskiego, a następnie niedaleko Wrocławia. Od kwietnia 1945 roku przebywał w Ruszowie, opiekując się żołnierzami rannymi podczas operacji łużyckiej.
Za swoją służbę podczas II wojny światowej, w grudniu 1945 roku został odznaczony Srebrnym Krzyżem Zasługi i awansowany do stopnia majora.

### Polska Ludowa
Jako starszy inspektor internista Polowego Punktu Ewakuacyjnego nr 3 pracował do końca sierpnia 1945 roku. Po zakończeniu służby wrócił z synem do Warszawy, gdzie rozwijał swoją działalność naukową. Ożenił się także z dentystką Cecylią Byszkowską-Szmidt. W 1947 roku krótko pracował w komitecie redakcyjnym czasopisma „Lekarz Wojskowy”. W 1948 roku przebywał na trzymiesięcznych studiach w Nowym Jorku. W 1949 roku został awansowany do stopnia pułkownika.
W 1950 roku uzyskał stopień naukowy docenta doktora habilitowanego na podstawie pracy O badaniu czynnościowym narządów krążenia i o nowej próbie wodno-sercowej. Próba wodno-sercowa zwana jest próbą Fejgina. W latach 1954–1971 był redaktorem głównym „Wiadomości Lekarskich”.
We wrześniu 1945 roku podjął pracę w Szpitalu Ministerstwa Obrony Narodowej, gdzie pełnił funkcję m.in. szefa Oddziału Chorób Wewnętrznych, ordynatora Oddziału Chorób Wewnętrznych i Nerwowych, ordynatora Klinicznego Oddziału Chorób Wewnętrznych a następnie konsultanta gabinetów chorób wewnętrznych.
W lipcu 1954 roku został głównym internistą Wojska Polskiego. Gdy pracował w przychodni i szpitalu MON jego pacjentami byli m.in. Zofia Nałkowska (która opisała go w swoich wspomnieniach jako życzliwego doktora), Maria Dąbrowska oraz Bolesław Bierut. Ten ostatni był pacjentem Fejgina już od 1946 roku, gdy zgłosił się do niego z powodu bólów serca. Fejgin towarzyszył Bierutowi już do śmierci w 1956 roku. Wraz z Jakubem Bermanem był członkiem delegacji wysłanej do Moskwy i obecny był przy zgonie prezydenta, jego podpis znalazł się także na orzeczeniu lekarskim wydanym po badaniu sekcyjnym. W lutym 1957 roku został zwolniony z czynnej służby wojskowej.
Po przejściu do rezerwy objął funkcję ordynatora Oddziału Chorób Wewnętrznych w Szpitalu Czerniakowskim.
Był działaczem Polskiego Towarzystwa Lekarskiego, Towarzystwa Lekarskiego Warszawskiego i Towarzystwa Internistów Polskich.

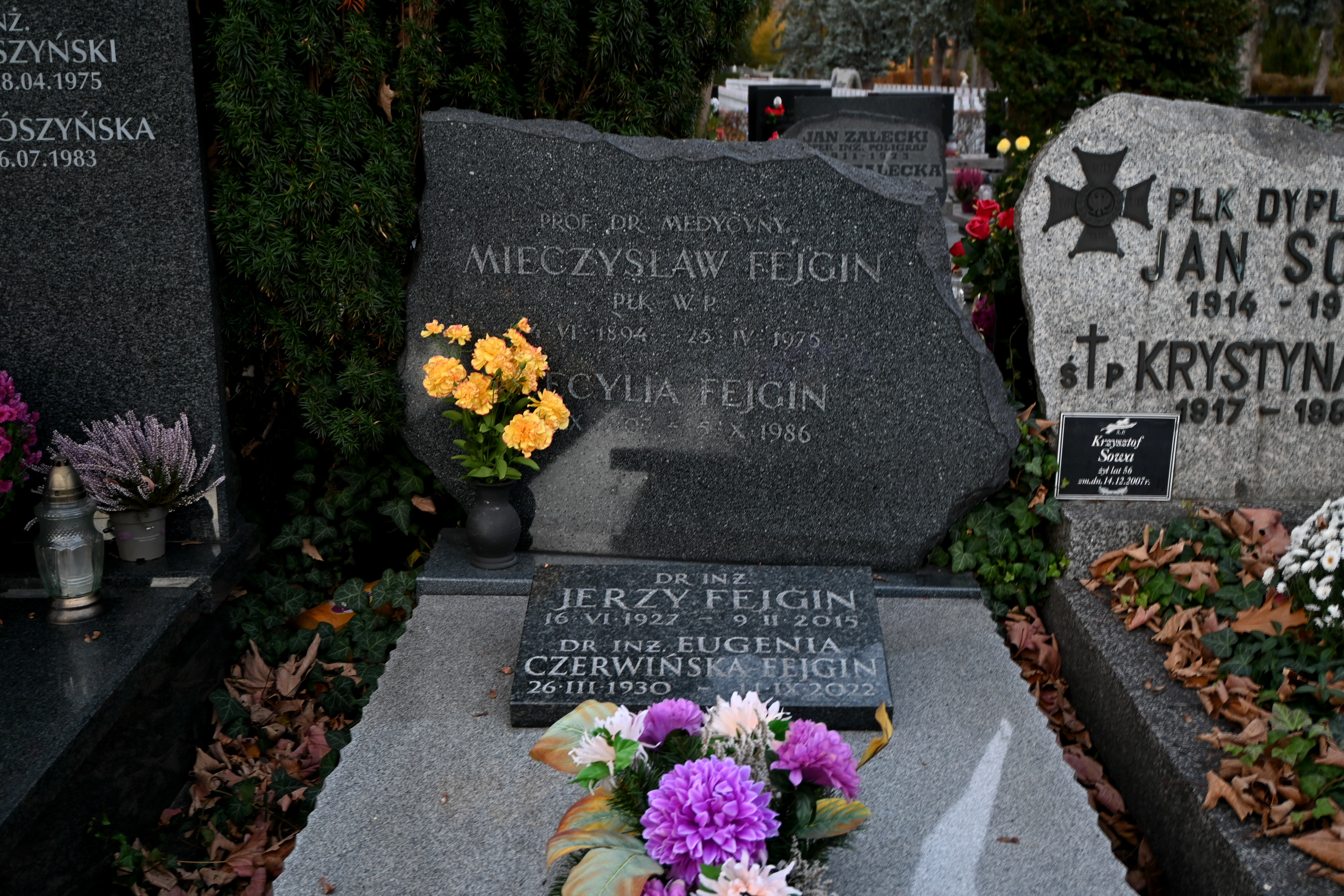
Grób Mieczysława Fejgina na Cmentarzu Wojskowym na Powązkach w Warszawie

Do końca życia był inwigilowany przez Służbę Bezpieczeństwa, od 1959 roku miał utrzymywać kontakty z Ambasadą Izraela.
Zmarł 25 kwietnia 1975 roku. Został pochowany na Cmentarzu Wojskowym na Powązkach (kwatera D 29, rząd 4, grób 3).

## Odznaczenia
Źródło:
- Krzyż Komandorski Orderu Odrodzenia Polski  (1959)[41]
- Krzyż Oficerski Orderu Odrodzenia Polski (1946)
- Złoty Krzyż Zasługi (1947)
- Srebrny Krzyż Zasługi (1945)
- Medal za Odrę, Nysę, Bałtyk (1946)
- Medal Zwycięstwa i Wolności 1945 (1946)
- Srebrny Medal „Siły Zbrojne w Służbie Ojczyzny” (1955)
- Brązowy Medal „Siły Zbrojne w Służbie Ojczyzny” (1951)